# Aleksandr Guljew
Aleksandr Iwanowicz Guljew (ros. Александр Иванович Гульев, ur. 1901 w mieście Bachmut, zm. we wrześniu 1984 w Moskwie) – generał major, funkcjonariusz NKWD/MWD ZSRR.

## Życiorys
Rosjanin, 1913 skończył szkołę podstawową, pracował m.in. przy budowie elektrowni, od lutego 1918 w Armii Czerwonej, od stycznia 1921 do listopada 1922 na kursach piechoty Armii Czerwonej we Władykaukazie. Od maja 1925 członek RKP(b)/WKP(b), 1928-1931 dowódca dywizjonu artylerii, od stycznia 1931 służył w wojskach pogranicznych OGPU. Od maja do października 1937 studiował w Akademii Wojskowej im. Frunzego w Moskwie, później oficer wojsk NKWD, szef sztabu szkoły wojsk NKWD w Charkowie, od 20 kwietnia 1938 pułkownik, od 8 marca 1939 do 26 lutego 1941 szef Głównego Zarządu NKWD ZSRR Wojsk Ochrony Obiektów Kolejowych, 9 marca 1939 awansowany na kombryga, 29 kwietnia 1940 na komdiwa, a 4 czerwca 1940 na generała majora. Od 26 lutego do 31 lipca 1941 szef Głównego Zarządu Wojsk NKWD ZSRR Ochrony Obiektów Kolejowych i Szczególnie Ważnych Obiektów Przemysłowych, od października 1941 do maja 1942 szef Grupy Operacyjnej Głównego Zarządu Wojsk Pogranicznych NKWD ZSRR, od 11 maja 1942 do 16 października 1943 komendant Wyższej Szkoły Wojsk NKWD ZSRR. Od 16 października 1943 do czerwca 1944 szef Zarządu Zakładów Wojskowo-Naukowych Wojsk NKWD ZSRR, od czerwca 1944 do kwietnia 1949 zastępca szefa Głównego Zarządu Wojsk Pogranicznych NKWD/MWD ZSRR ds. kadr, później kierownik kursów doskonalenia kadry dowódczej Instytutu MGB ZSRR, od 26 kwietnia 1955 do 20 czerwca 1956 szef Wydziału 5 Sztabu Głównego Zarządu Wojsk Pogranicznych MWD ZSRR, od 20 czerwca 1956 do 1 kwietnia 1957 szef Wydziału Operacyjnego Zarządu 1 Głównego Zarządu Wojsk Pogranicznych i Wewnętrznych MWD ZSRR, od 1 kwietnia do września 1957 szef Wydziału Operacyjnego Głównego Zarządu Wojsk Pogranicznych KGB przy Radzie Ministrów ZSRR, następnie na emeryturze.

## Odznaczenia
- Order Lenina (1945)
- Order Czerwonego Sztandaru (trzykrotnie)
- Order Suworowa II klasy
- Order Czerwonej Gwiazdy (dwukrotnie)
- Medal jubileuszowy „XX lat Robotniczo-Chłopskiej Armii Czerwonej” (1938)
- Odznaka "Zasłużony Funkcjonariusz NKWD" (6 stycznia 1944)
- Odznaka "50 lat członkostwa w KPZR" (21 kwietnia 1982)

I 14 medali.